# Джасмин Роуг
Джасмин Роуг (Jasmine Rouge, настоящее имя Ştefania Pătrăşcanu, род. 13 мая 1984, Бухарест) — румынская порноактриса и эротическая фотомодель, лауреатка премии Eroticline Awards.

## Биография
Родилась 13 мая 1984 года в Бухаресте. До карьеры в порно работала клерком. Случайно увидев в газете объявление о кастинге для съёмок порнографии, сделала несколько фотографий и отправила их.
Дебютировала в порноиндустрии в Германии в 2001 году, в возрасте 18 лет, вместе с румынским актёром Титусом Стилом, за которого в 2006 году вышла замуж. Фильм был снят в одном из отелей Брюсселя с помощью камеры ночного видения в стиле «Одной ночи в Пэрис».
В 2003 году была выбрана Penthouse Pet июля румынской версии журнала Penthouse. В 2007 году Джасмин Роуг и Титус Стил подписали эксклюзивный контракт с агентством талантов Gio Media. В октябре 2008 года актриса подписала эксклюзивный контракт с продюсерской компанией Erotic Planet. Снялась в 250 фильмах.

## Награды и номинации
| Год  | Церемония          | Результат | Номинация                                      | Фильм           |
| ---- | ------------------ | --------- | ---------------------------------------------- | --------------- |
| 2009 | Hot d’Or           | Номинация | Лучшая европейская актриса                     | Les Soeurs Noël |
| 2009 | Premios Eroticline | Победа    | Лучший немецкий дебют                          | н/д             |
| 2010 | Premios Eroticline | Победа    | Лучшая немецкая актриса                        | н/д             |
| 2011 | Premios Galaxy     | Номинация | Пре-номинация в Европе: лучшая исполнительница | н/д             |

## Личная жизнь
У девушки есть сестра Антиния Роуг (Antynia Rouge), также порноактриса.
В 2006 году Джасмин вышла замуж за порноактёра и продюсера Титуса Стила (Titus Steel).

## Избранная фильмография
- Les Soeurs Noël